# Finnische Leichtathletik-Meisterschaften 1910
Die Finnischen Leichtathletik-Meisterschaften 1910, auch Kaleva-Wettkampf 1910 genannt (finnisch Kalevan-ottelu 1910), fanden am 2. und 3. Juli 1910 in Viipuri statt. Die Meisterschaften im Stundenlauf und im Zehnkampf fanden davon getrennt im August in Helsinki statt.
Es war die erste finnische Leichtathletik-Meisterschaft, bei der die Versicherungsgesellschaft Kaleva eine Siegerschale („Kalevan malja“) für den besten teilnehmenden Verein stiftete. Seitdem trägt die Meisterschaft den Namen Kalevas.
Das Wettkampfprogramm wurde um einige neue Disziplinen bereichert, wie etwa den 200- und 800-Meter-Lauf und den Hammerwurf.
Die ersten Meisterschaften Finnlands im Staffellauf fanden am 30. und 31. Juli 1910 in Pori statt.

## Leichtathletik-Meisterschaften

### Ergebnisse
| Disziplin                   | Gold                                | Gold        | Silber             | Silber      | Bronze           | Bronze      |
| --------------------------- | ----------------------------------- | ----------- | ------------------ | ----------- | ---------------- | ----------- |
| 100 m                       | Torsten Wendelin                    | 11,5 s      | Emil Kukko         | 11,6 s      | Väinö Pärnänen   | 11,7 s      |
| 200 m                       | Väinö Pärnänen                      | 24,0 s      | Emil Kukko         | 24,2 s      | Lauri Pihkala    | 24,2 s      |
| 400 m                       | Lauri Pihkala                       | 52,0 s      | Toivo Elo          | 53,0 s      | Antti Lehmus     | 54,0 s      |
| 800 m                       | Adolf Manninen                      | 2:02,9 min  | Lauri Pihkala      | 2:05,0 min  | Antti Lehmus     | 2:06,7 min  |
| 1500 m                      | Adolf Manninen                      | 4:16,5 min  | Hannes Kolehmainen | 4:16,8 min  | Alfred Laakso    | 4:21,0 min  |
| 5000 m                      | Hannes Kolehmainen                  | 15:53,0 min | Albin Stenroos     | 16:06,2 min | Tatu Kolehmainen | 16:12,4 min |
| 10.000 m                    | Albin Stenroos                      | 33:30,4 min | Tatu Kolehmainen   | 33:45,2 min | Elo Salmi        | 35:05,0 min |
| Stundenlauf 1               | Hannes Kolehmainen Tatu Kolehmainen | 17.944 m 1  |                    |             | Albin Stenroos   | 17.766 m 1  |
| 110 m Hürden                | Toivo Elo                           | 16,6 s      | Eino Pekkala       | 16,7 s      | Matti Lahti      | 21,0 s      |
| Hochsprung kombiniert 2     | Arvo Laine                          | 3,32 m      | Oskari Kajava      | 3,25 m      | Pauli Pohjola    | 3,16 m      |
| Stabhochsprung kombiniert 2 | Urho Aaltonen                       | 6,20 m      | Arvo Laine         | 6,00 m      | Julius Saaristo  | 5,75 m      |
| Weitsprung kombiniert 2     | Valter Tuomela                      | 12,56 m     | Eino Pekkala       | 12,55 m     | Emil Kukko       | 12,50 m     |
| Dreisprung                  | Juho Halme                          | 13,49 m     | Valter Tuomela     | 13,29 m     | Emil Kukko       | 13,14 m     |
| Kugelstoßen kombiniert 2    | Elmer Niklander                     | 27,01 m     | Paavo Aho          | 24,30 m     | Toivo Tuomela    | 23,79 m     |
| Diskuswerfen kombiniert 2   | Elmer Niklander                     | 81,58 m     | Armas Taipale      | 72,32 m     | Verner Järvinen  | 71,17 m     |
| Diskuswerfen antiker Stil   | Verner Järvinen                     | 37,43 m     | Elmer Niklander    | 36,27 m     | Toivo Tuomela    | 34,78 m     |
| Hammerwerfen                | Nikolai Gavrilik                    | 28,80 m     | Toivo Tuomela      | 28,75 m     | Verner Järvinen  | 28,48 m     |
| Speerwerfen kombiniert 2    | Julius Saaristo                     | 97,24 m     | Urho Aaltonen      | 96,63 m     | Kalle Aaltonen   | 91,50 m     |
| Fünfkampf 3                 | Urho Aaltonen                       | 15          | Eino Pekkala       | 17          | Emil Kukko       | 23          |
| Zehnkampf 4                 | Eino Pekkala                        | 857,82      | Juho Halme         | 803,52      | Jarl Tång        | 781,03      |
| Läuferwertung 5             | Eino Pekkala                        | 247,18      | Kaarlo Kataja      |             | K. Suometsä      |             |
| Springerwertung 5           | Eino Pekkala                        | 355,40      | Juho Halme         |             | W. Sippola       |             |
| Werferwertung 5             | Henrik Oittinen                     |             | Eino Pekkala       |             | Juho Halme       |             |

### Mannschaftswertung
Ergebnis der Mannschaftswertung um die Kaleva-Schale:
|    | Mannschaft            | Punkte |
| -- | --------------------- | ------ |
| 1. | Helsingin Kisa-Veikot | 113    |
| 2. | Tampereen Pyrintö     | 94     |
| 3. | Viipurin Tarmo        | 31     |
| 4. | Viipurin Reipas       | 15     |
| 5. | Viborg IFK            | 5      |

## Staffellauf-Meisterschaften

### Herren
| Disziplin          | Gold                                                                        | Gold        | Silber                                                   | Silber      | Bronze              | Bronze     |
| ------------------ | --------------------------------------------------------------------------- | ----------- | -------------------------------------------------------- | ----------- | ------------------- | ---------- |
| 4×100 m            | Porin Tarmo Adolf Manninen Magnus Wegelius V. Koljonen O. Palin             | 47,1 s      | Tampereen Pyrintö K. Narinen P. Aho P. Pohjola V. Auerma | 47,1 s      |                     |            |
| Olympische Staffel | Porin Tarmo Adolf Manninen Magnus Wegelius V. Koljonen O. Palin             | 3:47,7 min  | Tampereen Pyrintö 0                                      | 4:00,1 min  | Rauman Urheilijat 0 | 4:06,5 min |
| 5×2000 m           | Porin Tarmo Nestori Tuominen V. Ahlgren M. Rosberg O. Kaipainen A. Manninen | 33:05,5 min | Porin Pyrintö 0                                          | 34:23,5 min |                     |            |

### Damen
| Disziplin | Gold                                                         | Gold       |
| --------- | ------------------------------------------------------------ | ---------- |
| 4×100 m   | Porin Tarmo E. Hakaniemi S. Heimovuori L. Aaltonen K. Takala | 1:01,5 min |